# TBS TV
TBS TV или TBS Television (яп. TBSテレビ Ти:би:эcу Тэрэби) — японский региональный телеканал, вещающий на регион Канто.
Телеканал принадлежит одноимённой японской телекомпании — Tokyo Broadcasting System Television, Inc. (яп. 株式会社TBSテレビ кабусики-гайся Ти:би:эcу Тэрэби, сокращённо TBS), — которая, в свою очередь, целиком принадлежит холдинговой компании Tokyo Broadcasting System Holdings, Inc.

## История

Логотип компании в 2007 году

Предшественником компании TBS была радиостанция Radio Tokyo (акроним — KRT).
Свою первую телетрансляцию Radio Tokyo провело 1 апреля 1955 года. Позывной телеканала тогда был «JOKR-TV». Печатные издания и в принципе широкая публика также называла его KR TV (яп. KRテレビ) и Radio Tokyo TV (яп. ラジオ東京テレビ). Вещание велось на 6-м канале. Мощность радиосигнала изображения была 10 кВт, мощность радиосигнала звукового сопровождения — 5 кВт.
В 1960 году компания была переименована из KRT (Radio Tokyo) в TBS (Tokyo Broadcasting System, Inc., 株式会社東京放送).
21 марта 2001 года, чтобы повысить эффективность управления, несколько отделений по производству радио- и телепродукции были выделены из TBS в отдельные дочерние компании: TBS Entertainment (по производству развлекательного телеконтента), TBS Sports (по производству спортивного телеконтента) и компания, специализирующаяся на радио.
1 октября 2004 года компания TBS Entertainment была обратно слита с TBS Sports и TBS Live (где TBS Live — дочерняя компания по производству информационных телепрограмм, которая была выделена в отдельную компанию чуть позже, 1 марта 2001 года) и переименована в её теперешнее название «Tokyo Broadcasting System Television, Inc.» (яп. 株式会社TBSテレビ).
1 апреля 2009 года материнская компания Tokyo Broadcasting System, Inc. стала холдинговой компанией и была переименована в Tokyo Broadcasting System Holdings, Inc. (яп. 株式会社東京放送ホールディングス)

## Доля аудитории
29 июня 2010 года во время матча Чемпионата мира по футболу между командами Японии и Парагвая доля аудитории телеканала TBS TV составила 57,3 %.